# Eisenbahn Wien-Aspang

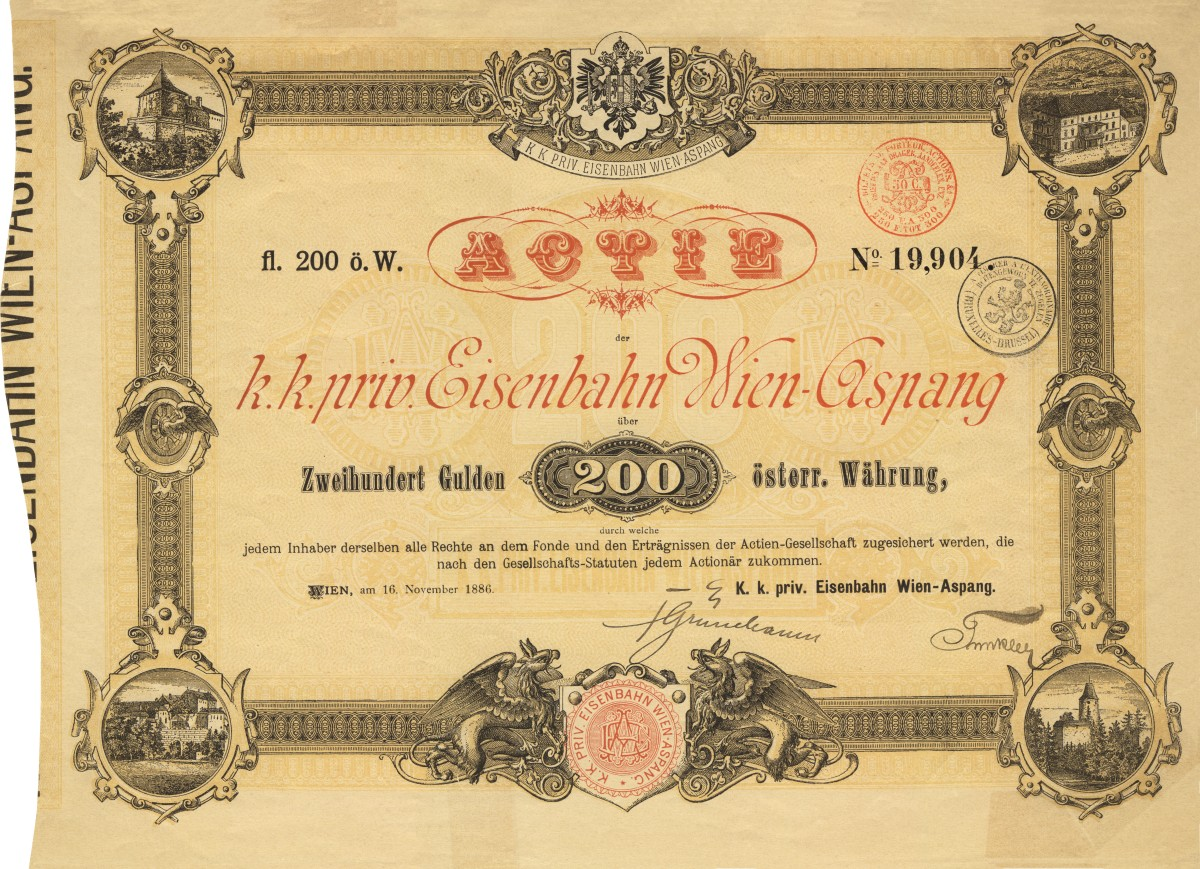
Aktie von 1886

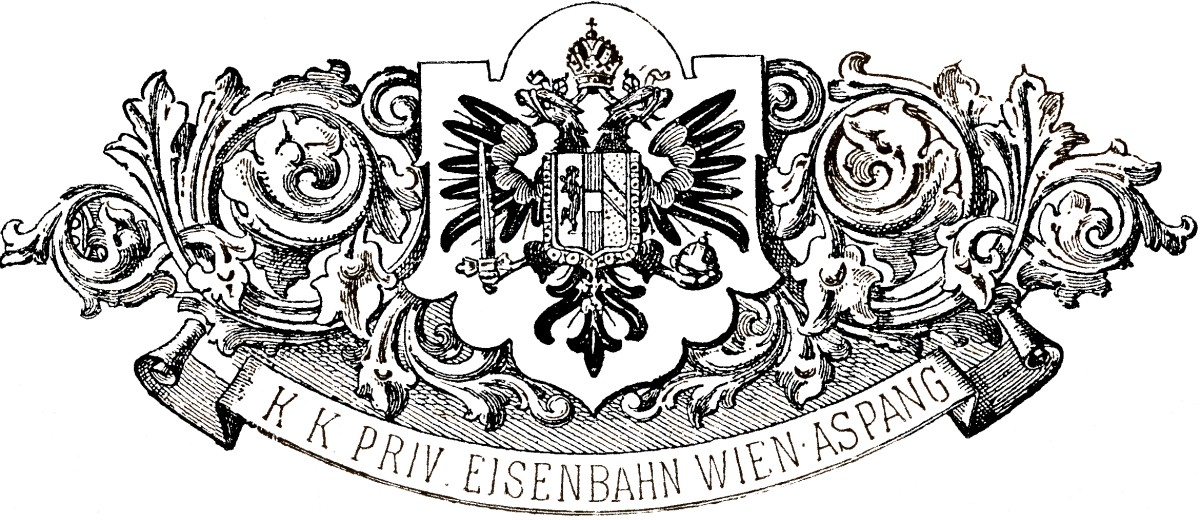
Wappen

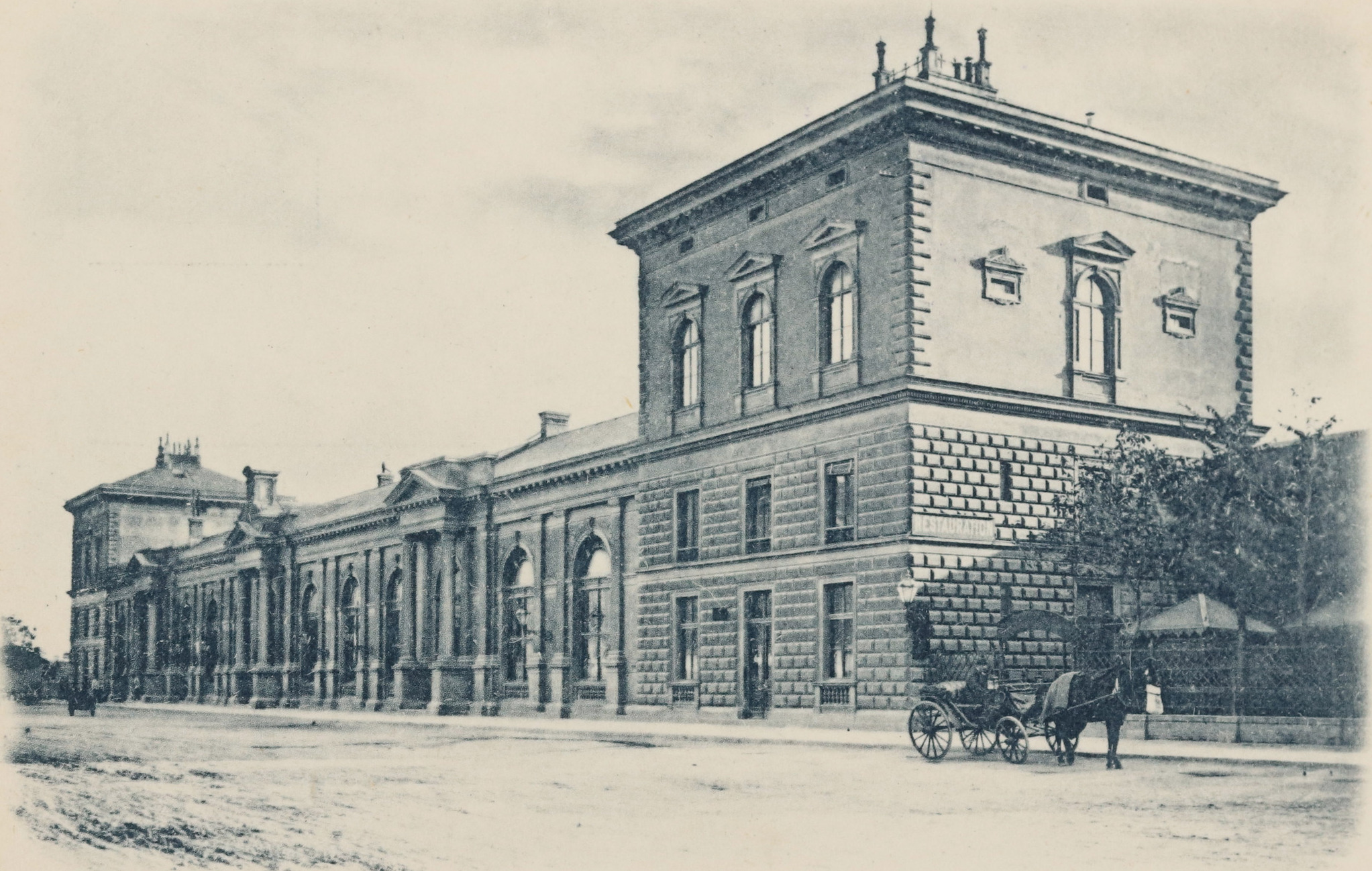
Der Wiener Aspangbahnhof (1905)

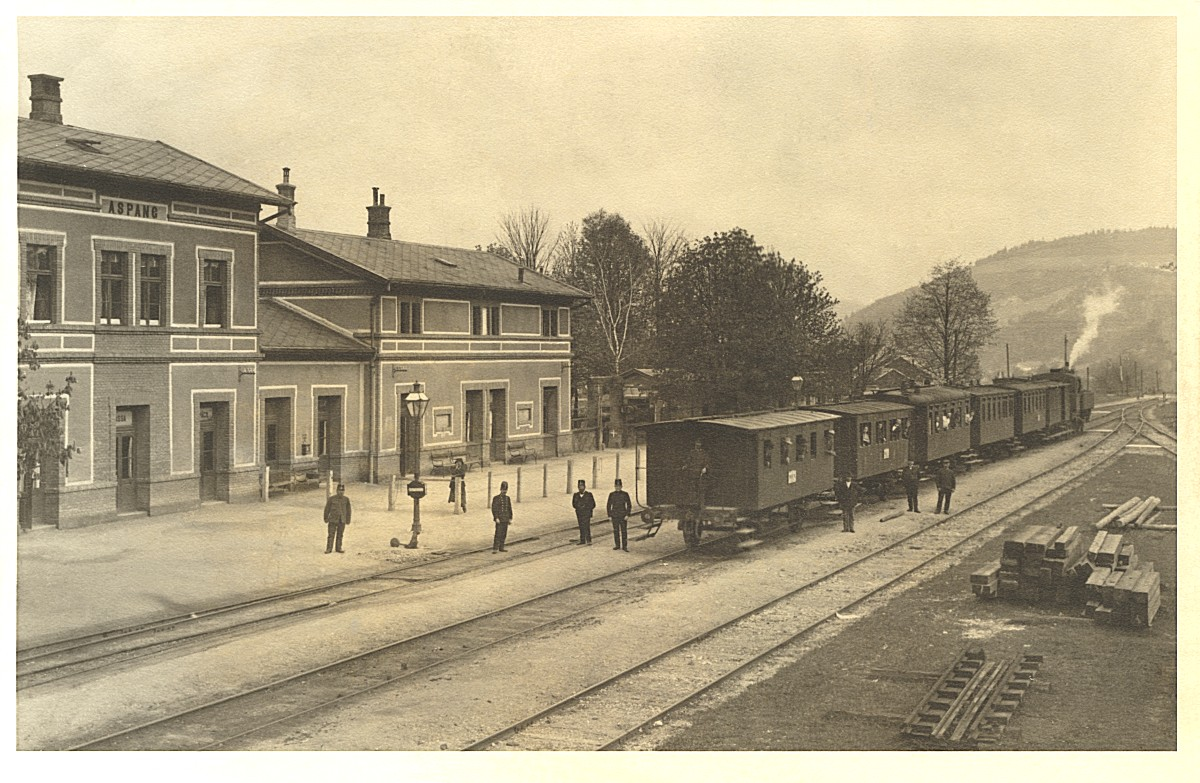
Der Bahnhof Aspang (um 1910)

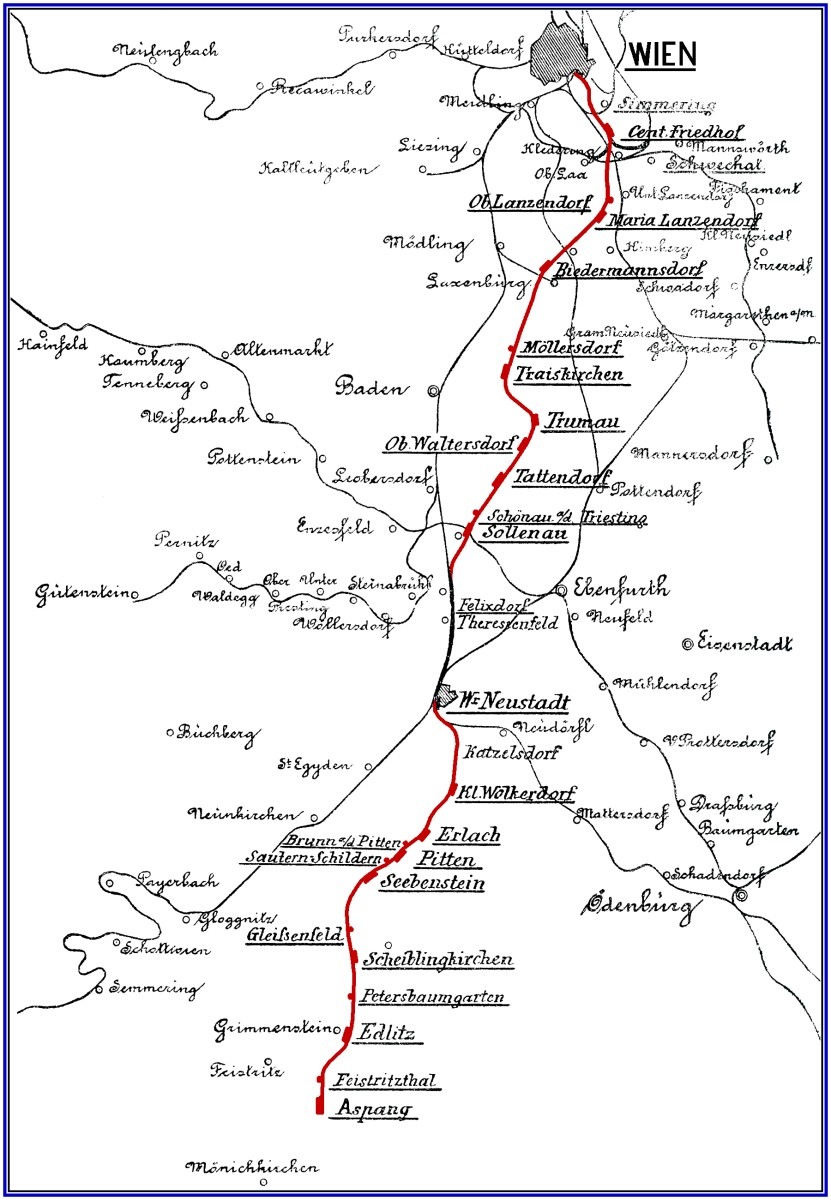
Streckennetz (1882)

Schneebergbahn (um 1900)

Die k.k. privilegierte Eisenbahn Wien-Aspang (abgekürzt EWA) war ein privates Eisenbahnunternehmen in Österreich und betrieb die namengebende Aspangbahn sowie die Schneebergbahn. 
Es wurde nach der österreichischen Hauptstadt – wo sich auch der Firmensitz befand – und der Marktgemeinde Aspang im südlichen Niederösterreich benannt. Die als Aktiengesellschaft konstituierte Privatbahn gehörte mehrheitlich der belgischen Société Belge de chemins de fer und existierte von 1880 bis 1941.

## Geschichte
Für ihre Aktivitäten in Österreich besaß die Société belge de chemins de fer die Erste österreichische Schifffahrts-Canal-Actiengesellschaft, ein 1869 gegründetes Tochterunternehmen, das den Wiener Neustädter Kanal betrieb. Der Plan einer Magistrale Wien–Saloniki, für die am 27. Juni 1874 die Bewilligung zu Vorarbeiten bis zur kroatischen Grenze erteilt wurde, wurde mit den weitreichenden Folgen des Börsenkrachs 1873 und der Weigerung Ungarns, die Strecke über ungarisches Gebiet zu führen, obsolet. So beschränkte man sich auf die Planungen einer Bahn bis Aspang am Fuße des Wechsels, die bis Wiener Neustadt weitgehend im Bett des Kanals gebaut werden sollte. Einzig Grenzsteine mit den Initialen WSB erinnern an die gescheiterte Wien-Saloniki-Bahn.
Die Kanal-Aktiengesellschaft wurde daher von den belgischen Eigentümern mit 23. August 1878 in die Austro-Belgische-Eisenbahngesellschaft umgewandelt, die wiederum am 17. Jänner 1880 die Aktiengesellschaft k.k. privilegierte Eisenbahn Wien-Aspang gründete und dieser alle Konzessionen für den Bahnbau und -betrieb nebst dem Gelände des ehemaligen Wiener Kanalhafens am Rennweg und der Kanalstrecke bis Kledering übertrug. Das Gründungskapital betrug 8.650.000 Gulden.
Schließlich begann man am 7. August 1881 mit dem regulären Eisenbahnbetrieb, am Tag zuvor erfolgte die feierliche Eröffnung der Strecke. Das Personal kam zu Anfangs von der Staatseisenbahn-Gesellschaft und auch der Fahrplan wurde nach österreichischen Gepflogenheiten gestaltet. Neben ihren eigenen Strecken führte das Unternehmen ab 1. Jänner 1899 außerdem den Betrieb im Auftrag der Schneebergbahn-Aktiengesellschaft (SchBB) durch, die über die gemeinsame Muttergesellschaft mit der EWA verbunden war. Diese Betriebsübernahme bedeutete jedoch einen hohen finanziellen Aufwand für das Unternehmen. Um direkte Züge führen zu können, wurde die Verbindungsstrecke Sollenau–Feuerwerksanstalt errichtet. Über diese erreichten Schnellzüge der EWA in 2 Stunden und 20 Minuten Puchberg am Schneeberg. Die Gesellschaft unterhielt auch gute Beziehungen zu den in ihrem Einflussbereich gelegenen Militärschleppbahnen auf dem Steinfeld, deren Kesselwagen bei der EWA eingestellt waren. Zeitweise liefen auch Leihlokomotiven der EWA auf den Militärschleppbahnen.
Im Verwaltungsrat der EWA saß ab der Gründung auch Victor Stoclet, Direktor der Société Belge des chemins de fer. Sein Mandat ging nach seinem Tod (1904) auf seinen Sohn Adolphe Stoclet über, Mäzen und Erbauer des Palais Stoclet in Brüssel. Die belgischen Mitglieder schieden kriegsbedingt 1914 aus dem Gremium aus, bis 1918 saßen hier stattdessen Österreicher wie beispielsweise Heinrich Goldemund und Karl Tobisch. Präsident des Verwaltungsrates war von 1919 bis zu seinem Tod war der Eisenbahnfachmann Viktor von Röll. 
Nach dem Ersten Weltkrieg geriet auch die Eisenbahn Wien-Aspang ab 1919 infolge enormer Steigerung der Betriebskosten und der nicht konkurrenzfähigen Streckenführung ihrer Linien in finanzielle Schwierigkeiten. Da die EWA die kürzeste Strecke zwischen Wien und Ödenburg bot, wurden ab 1. Mai 1896 viermal täglich Kurswagen nach Sopron den Zügen der EWA beigegeben. Ab 1920 wurden gemeinsam mit der GySEV Personen- und Schnellzüge von Wien Nordbahnhof nach Güns und über den Wechsel nach Oberwart geführt. In Sollenau-Aspangbahn erfolgte dabei der Lokwechsel, die Lokomotiven der GySEV besorgten die Zugförderung auf der den k.k. Staatsbahnen gehörenden Strecke Sollenau–Ebenfurth. Damit konnte, was der Staatsverwaltung nicht unrecht war, ein Transportmonopol der Südbahngesellschaft von Wien in Richtung Süden verhindert werden.
Um den Verkehr weiter anzuheben, führte die Gesellschaft von 1922 bis 1937 bei ihren Schnellzügen einen von der CIWL betriebenen Speisewagen. 1923 betrug das Aktienkapital des Unternehmens 9,3 Millionen Kronen, das Prioritätenkapital 8,0 Millionen Kronen, davon 2,225 Millionen Kronen bereits getilgt. Erst 1925 konnte die EWA wieder ausgeglichen bilanzieren.
Die Übernahme der Südbahngesellschaft durch die BBÖ im Jahre 1924 sorgte für einen spürbaren Fahrgastschwund auf den Linien der EWA, da die BBÖ nun den Verkehr in das Burgenland und nach Ungarn selbst führten. Dies führte in der Folge zu einem stetigen Betriebsrückgang, den auch der Versuch einer Etablierung als „Ausflugsbahn“ der Wiener nicht wirklich aufhalten konnte. So dauerte es bis 1930, bis wieder das Verkehrsniveau der Jahre vor dem Ersten Weltkrieg erreicht werden konnte. Die Kapitaldecke der EWA blieb auch in den 1930er Jahren so dünn, dass nur sehr wenige bzw. falsche Investitionen zu Verkehrsanhebung und Modernisierung getätigt wurden. So erwies sich der bei der Lokomotivfabrik Floridsdorf bestellte Dampftriebwagen EWA DT 101 bei Fahrgästen und Personal als unbeliebt und blieb auch leistungsmäßig hinter den Erwartungen zurück. 
Bedingt durch die dramatische Verschlechterung der Finanzgebarung wurde in der ersten Jahreshälfte 1937 ein Übernahmeangebot an die Österreichischen Bundesbahnen (BBÖ) gestellt, wobei die belgischen Hauptaktionäre durch zahlreiche Beschönigungen den wahren Sachverhalt zu verschleiern versuchten. Prüfungen ergaben, dass die EWA nicht einmal mehr verkaufswürdig war. Dadurch bedingt und durch die Insolvenz der Muttergesellschaft Société Belge des chemins de fer am 26. Juni 1937 mussten BBÖ zum 1. Juli gleichen Jahres den Betrieb der EWA übernehmen. Die Bahngesellschaft ging de facto entschädigungslos an den Staat, der dafür Teile der hohen Verschuldung übernahm. Durch Verhandlungen des letzten Direktors, Max Köchl, war es gelungen, dem Personal der EWA die erworbenen Rechte vollends zu erhalten. Die Strecken der Aspangbahn wurden durch die Übernahme zu reinen Nebenbahnen. 
Zum 1. Jänner 1942 wurde das Unternehmen schließlich durch die nationalsozialistischen Machthaber aufgelöst und in die Staatsbahn, damals die Deutsche Reichsbahn (DR), entgeltlos integriert. 

## Streckennetz
Folgende Strecken befanden sich im Besitz bzw. Betrieb der EWA:
| Strecke                                                                        | Länge           |
| ------------------------------------------------------------------------------ | --------------- |
| Wien Aspangbahnhof–Felixdorf                                                   | 42,52 Kilometer |
| Wiener Neustadt–Aspang                                                         | 33,93 Kilometer |
| Verbindungsgleis Wien Aspangbahnhof–Wiener Verbindungsbahn                     | 00,27 Kilometer |
| Verbindungsgleis zur Donauländebahn                                            | 00,77 Kilometer |
| Wien Zentralfriedhof–Klein Schwechat                                           | 03,87 Kilometer |
| Wiener Neustadt Schneebergbahnhof–Puchberg am Schneeberg, im Auftrag der SchBB | 28,01 Kilometer |
| Puchberg am Schneeberg–Hochschneeberg, im Auftrag der SchBB                    | 09,81 Kilometer |
| Bad Fischau–Wöllersdorf, im Auftrag der SchBB                                  | 05,00 Kilometer |
| Verbindungsgleis Bad Fischau, im Auftrag der SchBB                             | 00,23 Kilometer |
| Sollenau–Feuerwerksanstalt, im Auftrag der SchBB                               | 08,62 Kilometer |

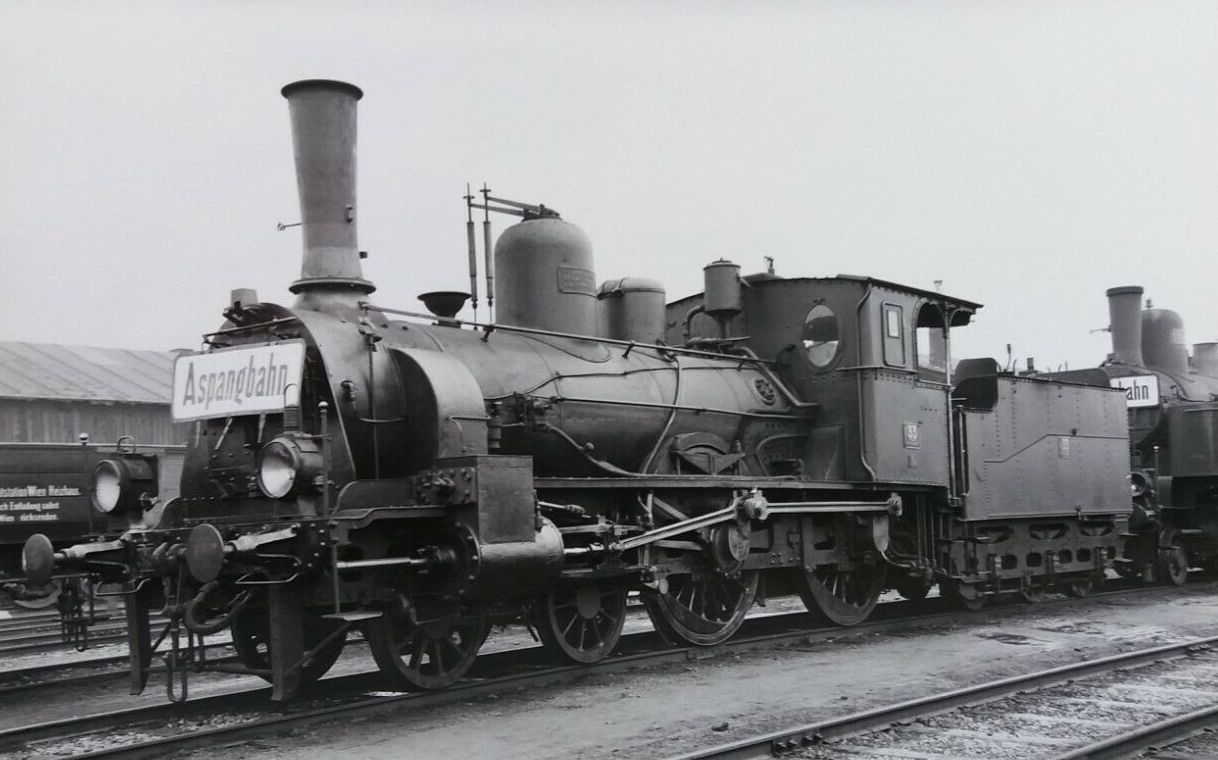
Lokomotiven der EWA

Auf der 9,53 Kilometer langen Verbindung zwischen Felixdorf und Wiener Neustadt nutzte das Unternehmen ferner die bereits zuvor vorhandene Infrastruktur der Südbahn-Gesellschaft im Péage-Betrieb, das heißt, man fuhr auf der Österreichischen Südbahn.

## Fahrbetriebsmittel

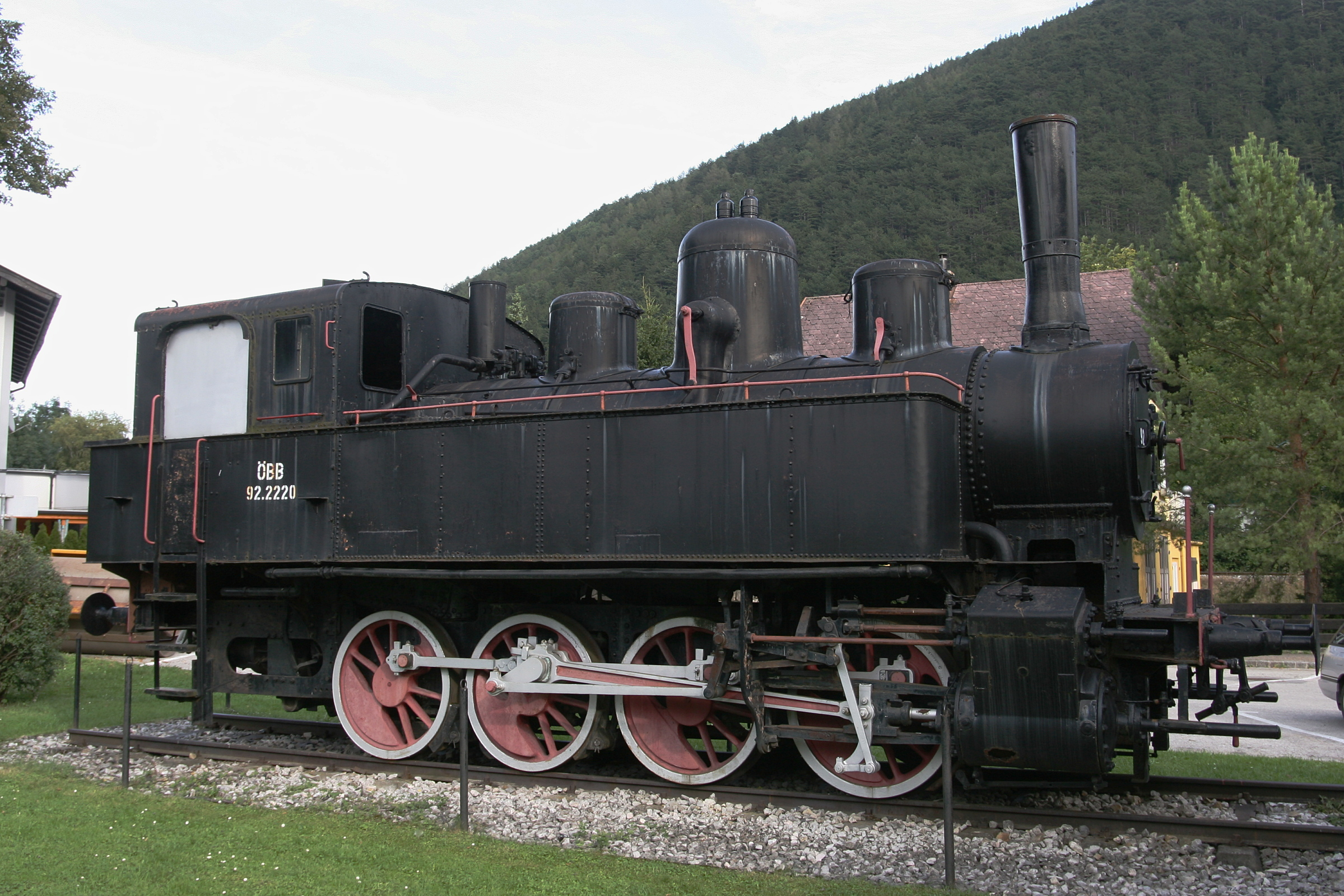
SchBB IVd 92 (später ÖBB 92.2220)

Im Laufe der Jahre beschafften EWA und SchBB folgende Triebfahrzeuge: 
| Eigentümer | Serie | Nummer | Bauart   | Baujahr | Hersteller      | Fabriknummer | Nummer BBÖ | Nummer DR         | Nummer ÖBB | Ausschiedsdatum und Anmerkungen |
| ---------- | ----- | ------ | -------- | ------- | --------------- | ------------ | ---------- | ----------------- | ---------- | --- |
| EWA        | IIIb  | 1      | C1 n2t   | 1879    | Wiener Neustadt | 2411         | §          | 90 7001           | –          | 1960 |
| EWA        | IIIb  | 2      | C1 n2t   | 1879    | Wiener Neustadt | 2412         | §          | 90 7002           | –          | Verbleib unbekannt |
| EWA        | IIIb  | 3      | C1 n2t   | 1879    | Wiener Neustadt | 2413         | §          | 90 7003           | –          | Verbleib unbekannt |
| EWA        | IIIb  | 4      | C1 n2t   | 1879    | Wiener Neustadt | 2414         | §          | 90 7004           | –          | 1939 |
| EWA        | IIIb  | 5      | C1 n2t   | 1879    | Wiener Neustadt | 2415         | §          | 90 7005           | –          | Verbleib unbekannt |
| EWA        | IIIb  | 6      | C1 n2t   | 1879    | Wiener Neustadt | 2416         | §          | 90 7006           | –          | 25. November 1952 |
| EWA        | IIIc  | 7      | C n2     | 1879    | Wiener Neustadt | 2417         | §          | 53 7301           | –          | 28. Dezember 1949 |
| EWA        | IIIc  | 8      | C n2     | 1879    | Wiener Neustadt | 2418         | §          | 53 7302           | –          | 1. Juli 1949 |
| EWA        | IIIc  | 9      | C n2     | 1879    | Wiener Neustadt | 2419         | §          | 53 7303           | –          | 1949 |
| EWA        | IIIc  | 10     | C n2     | 1879    | Wiener Neustadt | 2420         | §          | 53 7304           | –          | 31. Mai 1941 |
| SchBB      | IIId  | 11     | C n2t    | 1896    | Wiener Neustadt | 3944         | –          | –                 | –          | 1936 |
| SchBB      | IIId  | 12     | C n2t    | 1896    | Wiener Neustadt | 3945         | –          | –                 | –          | 1936 |
| EWA        | IIb   | 15     | 1B n2    | 1885    | StEG            | 1828         | –          | –                 | –          | 1922 |
| EWA        | IIb   | 16     | 1B n2    | 1885    | StEG            | 1829         | §          | 52 7001 → 53 7801 | –          | 31. Oktober 1955 |
| EWA        | IIb   | 17     | 1B n2    | 1885    | StEG            | 1830         | §          | 52 7002 → 53 7802 | –          | 1949 |
| EWA        | IIc   | 21     | B n2t    | 1882    | Krauss München  | 1186         | –          | –                 | –          | 1921 abgestellt; 1937 Felten & Guilleaume als Werkslok „Ilse“; 14. September 1967 Technisches Museum Wien; 18. August 2006 Denkmal am Karlsplatz beim Wien Museum, 2007 bis 2009 beim Technischen Museum in der Winckelmannstraße, am 19. Dezember 2009 ins Eisenbahnmuseum Schwechat überstellt. |
| EWA        | IIc   | 22     | B n2t    | 1882    | Krauss München  | 1187         | –          | –                 | –          | 24. Dezember 1921 Lederfabrik Flesch, Wels; 11. März 1952 Grazer Fabrik, Verbleib unbekannt |
| SchBB      | IId   | 25     | B n2t    | 1896    | Wiener Neustadt | 3907         | §          | 88 7201           | –          | November 1948 CCCP; PKP TKb100-17 |
| SchBB      | IId   | 26     | B n2t    | 1896    | Wiener Neustadt | 3908         | §          | 88 7202           | 188.01     | 15. Jänner 1960 |
| SchBB      | IId   | 27     | B n2t    | 1896    | Wiener Neustadt | 3909         | §          | 88 7203           | –          | 1939 |
| EWA        | IIa   | 30     | 2B n2    | 1895    | Wiener Neustadt | 3798         | –          | –                 | –          | 1935 |
| EWA        | IIa   | 31     | 2B n2    | 1895    | Wiener Neustadt | 3799         | §          | 36 7001           | –          | 1. August 1952 |
| EWA        | IIa   | 32     | 2B n2    | 1898    | Wiener Neustadt | 4068         | §          | 36 7002           | –          | 3. März 1952 |
| EWA        | IIa   | 33     | 2B n2    | 1898    | Wiener Neustadt | 4275         | –          | –                 | –          | 1936 |
| EWA        | IIa   | 34     | 2B n2    | 1898    | Wiener Neustadt | 4276         | –          | –                 | –          | 1936 |
| EWA        | IIIa  | 41     | 1C1 n2vt | 1909    | Wiener Neustadt | 4955         | 229.801    | 75 781            | 75.781     | 5. April 1955 |
| EWA        | IIIa  | 42     | 1C1 n2vt | 1909    | Wiener Neustadt | 4956         | 229.802    | 75 782            | 75.782     | 20. August 1958 |
| EWA        | IIIa  | 43     | 1C1 n2vt | 1911    | Wiener Neustadt | 5072         | 229.803    | 75 783            | 75.783     | 5. November 1959 |
| EWA        | IIIa  | 44     | 1C1 n2vt | 1911    | Wiener Neustadt | 5073         | 229.804    | 75 784            | 75.784     | 18. Dezember 1958 |
| EWA        | IIIa  | 45     | 1C1 n2vt | 1912    | Wiener Neustadt | 5118         | 229.805    | 75 785            | 75.785     | 5. November 1959 |
| EWA        | IIIa  | 46     | 1C1 n2vt | 1914    | Wiener Neustadt | 5217         | 229.806    | 75 786            | 75.786     | 15. Jänner 1960 |
| EWA        | IIIa  | 47     | 1C1 n2vt | 1917    | Wiener Neustadt | 5461         | 229.807    | 75 787            | 75.787     | 26. August 1957 |
| EWA        | IIIa  | 48     | 1C1 n2vt | 1917    | Wiener Neustadt | 5462         | 229.808    | 75 788            | –          | 9. Dezember 1947 JDŽ 116-026 |
| EWA        | IIIa  | 49     | 1C1 n2vt | 1920    | Wiener Neustadt | 5611         | 229.809    | 75 789            | 75.789     | 9. Dezember 1947 JDŽ 116-034; Verkauf an Industriebetrieb |
| EWA        | IIIa  | 50     | 1C1 n2vt | 1920    | Wiener Neustadt | 5612         | 229.810    | 75 790            | 75.790     | 5. November 1959 |
| SchBB      | IVd   | 71     | D n2vt   | 1898    | Krauss Linz     | 3866         | 178.801    | 92 2219           | –          | 1941 MAV/L; 1945 CSD 422.0501; 1948 CSD 422.0110; 5. September 1961 † |
| SchBB      | IVd   | 72     | D n2vt   | 1898    | Krauss Linz     | 3867         | 178.802    | 92 2220           | 92.2220    | 5. Dezember 1966; Denkmal in Puchberg am Schneeberg |
| SchBB      | IVd   | 73     | D n2vt   | 1900    | Wiener Neustadt | 4273         | 178.803    | 92 2221           | –          | 22. April 1945 MÁV; CCCP-WL; Verbleib unbekannt |
| SchBB      | IVd   | 74     | D n2vt   | 1900    | Wiener Neustadt | 7274         | 178.804    | 92 2222           | 92.2222    | 17. September 1968 |
| SchBB      | IVd   | 75     | D n2vt   | 1909    | Wiener Neustadt | 4954         | 178.805    | 92 2223           | 92.2223    | 20. November 1968 |
| SchBB      | IVd   | 76     | D n2vt   | 1914    | Wiener Neustadt | 5218         | 178.806    | 92 2224           | –          | 1945 JDŽ 52-008 |
| SchBB      | IVd   | 77     | D n2vt   | 1917    | Wiener Neustadt | 5463         | 178.807    | 92 2239           | –          | 1941 MÁV/L; 1945 MÁV; 1950 ÖBB; 10. August 1952 |
| EWA        | IVd   | 78     | D n2vt   | 1919    | Krauss Linz     | 7324         | 178.808    | 92 2292           | –          | 1945 MÁV; MPS Tb-2292 |
| EWA        | IVd   | 79     | D n2vt   | 1919    | Krauss Linz     | 7325         | 178.809    | 92 2293           | –          | 1945 ÖBB/T; 10. August 1952 |
| EWA        | IVd   | 80     | D n2vt   | 1920    | Wiener Neustadt | 5610         | 178.810    | 92 2294           | –          | 1941 MÁV/L; 1945 MÁV; MPS Tb-2294 |
| SchBB      | –     | Z1     | 2zz1 n2t | 1896    | Krauss Linz     | 3400         | Zz1        | 99 7301           | 999.01     | 1997 NÖSBB 999.01 |
| SchBB      | –     | Z2     | 2zz1 n2t | 1897    | Krauss Linz     | 3401         | Zz2        | 99 7302           | 999.02     | 1997 NÖSBB 999.02 |
| SchBB      | –     | Z3     | 2zz1 n2t | 1897    | Krauss Linz     | 3402         | Zz3        | 99 7303           | 999.03     | 1997 NÖSBB 999.03 |
| SchBB      | –     | Z4     | 2zz1 n2t | 1897    | Krauss Linz     | 3750         | Zz4        | 99 7304           | 999.04     | 1997 NÖSBB 999.04 |
| SchBB      | –     | Z5     | 2zz1 n2t | 1900    | Krauss Linz     | 4215         | Zz5        | 99 7305           | 999.05     | 1997 NÖSBB 999.05 |
| EWA        | DT    | 101    | B2 h3t   | 1935    | Floridsdorf     | 3085         | DT 2.01    | C4idt 17          | 3041.01    | 1956 Umbau in Küchenwagen 990137; 1979 ausgemustert |

Anmerkung: Das „§“ in der Spalte BBÖ bedeutet, dass diese Maschinen bei der Betriebsübernahme durch die Österreichischen Bundesbahnen keine neuen Nummern bekamen, sondern erst von der Deutschen Reichsbahn neu nummeriert wurden. Die Umnummerierung der Reihe 52 70 in 53 78 wurde durch die Indienststellung der Kriegslokomotiven der Reihe 52 notwendig.

### Museumsstücke
Die Lok IIc Nr. 21 „Ilse“ sowie der in den Ursprungszustand restaurierte Personenwagen Ci 123 (Simmering 1882) befinden sich in der Sammlung des Eisenbahnmuseums Schwechat. Die ehemalige Lok IVd Nr. 72 „Klaus“ (später ÖBB 92 2220) steht als Denkmal in Puchberg am Schneeberg.